# NGC 3594
NGC 3594 ist eine linsenförmige Galaxie vom Hubble-Typ SB0 im Sternbild Großer Bär. Sie ist schätzungsweise 283 Millionen Lichtjahre von der Milchstraße entfernt.
Das Objekt wurde am 14. April 1789 von Wilhelm Herschel entdeckt.